# LOVE SUPREME Miho Nakayama Selection '90
『LOVE SUPREME Miho Nakayama Selection '90』（ラブ・シュープリーム ミホ・ナカヤマ・セレクション・ナインティー）は、中山美穂の3作目のイメージビデオ。1990年12月5日にキングレコードからリリースされた。

## 解説
- ビデオクリップ集。
- 唯一アルバム曲として収録されている「Destiny」（『Hide'n' Seek』収録曲）は、同月21日に1曲入りシングルビデオ『Destiny』として発売された。
- 2003年に発売された『Miho Nakayama Complete DVD BOX』に収納されている。

## 収録曲
1. Destiny
2. You're My Only Shinin' Star
3. 人魚姫
4. Witches
5. Midnight Taxi